# Campeonato Panamericano de Béisbol Sub-14 de 2004
El Campeonato Panamericano de Béisbol Sub-14 de 2004 con categoría Juvenil A, se disputó en Salta, Argentina del 2 al 10 de octubre de 2004. El oro se lo llevó México por cuarta vez.

## Equipos participantes
- Argentina
- Aruba
- Brasil
- Colombia
- Chile
- Ecuador
- México
- Panamá
- Perú
- Venezuela

## Resultados
| Posición | Selección           |
| -------- | ------------------- |
|          | México              |
|          | Venezuela           |
|          | Panamá              |
| 4°       | Brasil              |
| 5°       | Argentina           |
| 6°       | Aruba               |
| 7°       | Ecuador             |
| 8°       | Bandera de Colombia |
| 9°       | Perú                |
| 10°      | Chile               |